# 曾我廼家五郎
曾我廼家 五郎（そがのや ごろう、本名：和田 久一、1877年9月6日 - 1948年11月1日）は、日本の喜劇役者・喜劇作家。大阪府堺市出身。
「笑って泣かせる」スタイルで舞台俳優として活躍する一方で、「幸助餅」「葉桜」「張子の虎」「へちまの花」など自選「36快笑」を含め1000余りの脚本を遺した。自称「泉州堺の産・一堺漁人」。

## 経歴
1877年、堺の宿院町に生まれる。1890年、13歳の時母とともに丁稚奉公に大阪に出る。2年後、歌舞伎俳優・中村珊瑚郎の弟子となり中村珊之助として、翌年の1893年浪花座で初舞台を踏む。
1902年、大阪福井座で中村時蔵（後の3代目中村歌六）の弟子の中村時代（）、のちの曾我廼家十郎と出会う。別年、曾我廼家一満とも出会う。1903年、珊之助と時代を改め五郎と十郎を名乗る。そして1904年、それまでの俄に飽き足らなくなった一満、五郎、十郎の3人は師匠の下を飛び出し、新しい笑いを作るべく「曾我廼家兄弟劇」を伊丹・有岡座で旗揚げした。同年には堺・宿院の卯之日座と尼崎・桜井座で初めての興行を打ち成功。日露戦争をネタにした「無筆の号外」が大当たりした。しかし1913年、芝居観の違いから、十郎と別れ五郎一座となる。以後再び「喜劇」の名を使うことはなかった。
この頃渡欧し欧州の芝居・喜劇を学び、帰国後五郎劇を結成する。その後たびたび平民劇団、曾我廼家五郎劇、五郎劇と改名する。平民劇団時代は本名で演じていた。1920年頃から社会劇に移行。1936年所得番付一位。1937年自らが選んだ脚本を、三十六歌仙にあやかり「36快笑」として天満天神に奉納する。1938年には両国国技館で横綱の土俵入りのお笑い芝居を演じた。喉頭癌で声が出なくなっても道頓堀中座の舞台に立ち続けた。
日本の近代喜劇の第一人者として、榎本健一、古川ロッパら喜劇人の尊敬を集めた。特にロッパは、声の出なくなった五郎に、得意の声帯模写で代役を勤めたいと申し出た。没する直前、楽屋で脚本をしたためながら曾我廼家五郎八に対して「五郎八よ、やっぱり芸人は舞台に出てナンボやなあ、楽屋にいてるモンと違うな」と呟いたという。
死後の1948年12月、五郎と十郎の流れを汲む弟子たちが合流して、中座で松竹新喜劇が結成された。

## 関連人物
- 曾我廼家一満
- 曾我廼家十郎
- 曾我廼家五九郎
- 曾我廼家五一郎
- 曾我廼家十吾
- 曾我廼家五郎八
- 曾我廼家蝶五郎（桂春月という落語家出身）
- 曾我廼家明蝶
- 曾我廼家満月（桂小米喬という落語家出身）
- 曾我廼家舞鶴
- 曾我廼家桃蝶
- 志賀廼屋淡海
- 大門亭歌蝶
- 大門亭東蝶（桂東團治という俄、落語家出身）
- 初代渋谷天外
- 2代目渋谷天外
- 3代目渋谷天外
- 藤山寛美
- 東五九童
- 曽我廼家鶴蝶 - 最後の弟子。
- 古川ロッパ
- 榎本健一
- チャールズ・チャップリン - 1932年の来日時に新橋演舞場で対面し「東西喜劇王の対面」と報じられた[3][4]。
- 板尾創路 - 『おちょやん』で曾我廼家五郎をモデルにした須賀廼家万太郎を演じた[5]。

## 刊行文献
- 長谷川幸延『笑い泣き人生』東京文芸社、1970年。伝記小説
- 沼口勝之『日本のチャップリン　小説・曾我廼家五郎』 新人物往来社、2007年。ISBN 978-4404035035 - 生涯を描いた長編小説
- 日比野啓『『喜劇』の誕生　評伝・曾我廼家五郎』 白水社、2024年。ISBN 9784560092798 - 初の本格的評伝、第51回大佛次郎賞